# Florian Carstens
Florian-Horst Carstens (* 8. November 1998 in Marschacht) ist ein deutscher Fußballspieler, der aktuell bei Hansa Rostock unter Vertrag steht.

## Karriere
Das fußballerische Können lernte Florian Carstens, aufgewachsen in Marschacht (Samtgemeinde Elbmarsch), bei seinem Heimatverein Eintracht Elbmarsch, südlich von Hamburg gelegen am niedersächsischen Ufer der Elbe. Bei dem Klub aus dem Landkreis Harburg blieb er insgesamt neun Jahre aktiv. Doch noch während der Jugendzeit wechselte Carstens über den TV Meckelfeld und den MTV Treubund Lüneburg, mit denen er in der Niedersachsenliga auflief, in die Nachwuchsabteilung des FC St. Pauli. Dort durchlief er dann bis zu U-19 jede Nachwuchsmannschaft. Seit 2016 spielt Carstens für die U-23, die Regionalligamannschaft der St. Paulianer.
Am 3. Spieltag der Saison 2018/19 kam Carstens zu seinem ersten Profieinsatz: Er wurde bei der 1:4-Auswärtsniederlage gegen den 1. FC Union Berlin drei Minuten vor Schluss für Daniel Buballa eingewechselt. Bei der 1:3-Auswärtsniederlage gegen den FC Erzgebirge Aue (5. Spieltag) lief Carstens erstmals in der Startelf auf. Am 19. Oktober unterschrieb er einen zunächst bis 2022 gültigen Profivertrag. Sein erstes Profitor erzielte Carstens am 15. Dezember 2018 (17. Spieltag) beim 2:0-Heimerfolg gegen die SpVgg Greuther Fürth, als er per Kopf für das zwischenzeitliche 1:0 sorgte. In seiner ersten Profisaison kam Carstens insgesamt auf 18 Spiele (ein Tor).
Seit dem Trainerwechsel von Markus Kauczinski, unter dem Carstens in der 2. Liga debütierte, zu Jos Luhukay zum Ende der Saison 2018/19 pendelt er zwischen Stammelf und Regionalliga-Mannschaft. Zur Saison 2019/20 verpflichteten die St. Paulianer mit James Lawrence, Leo Østigård, Sebastian Ohlsson und Matt Penney vier weitere Verteidiger, die die Konkurrenzsituation in der Defensive weiter erschwerten. Trotzdem kam Carstens in den ersten zehn Saisonspielen zu vier Einsätzen beim FC St. Pauli, wenngleich er immer wieder bei der U-23 Spielpraxis sammeln musste.
Zur Saison 2020/21 wechselte Carstens für ein Jahr auf Leihbasis zum Drittligisten SV Wehen Wiesbaden. Er etablierte sich unter dem Cheftrainer Rüdiger Rehm sofort zum Stammspieler. Dies führte dazu, dass der SVWW zur Saison 2021/22 die Transferrechte an Carstens erwarb und ihn mit einem Vertrag bis zum 30. Juni 2023 ausstattete.
Im Sommer 2025 wechselt er zu Hansa Rostock.